# Montevideo

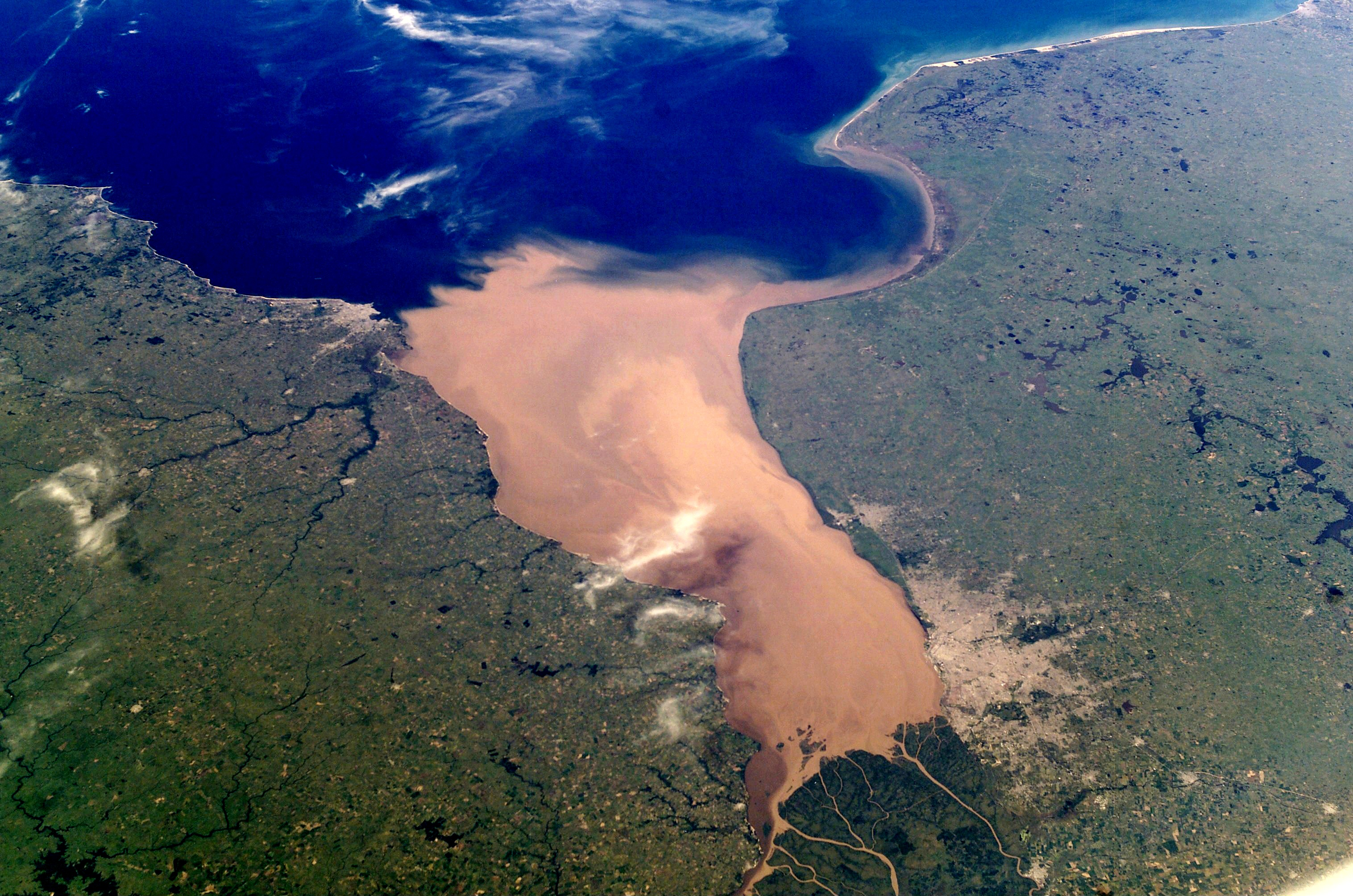
Družicový pohled na Río de la Plata směrem k východu. Vlevo nahoře, na rozhraní modré oceánské a kalné říční vody se při ústí řeky Santa Lucía rozkládá Montevideo, vpravo dole pak Buenos Aires

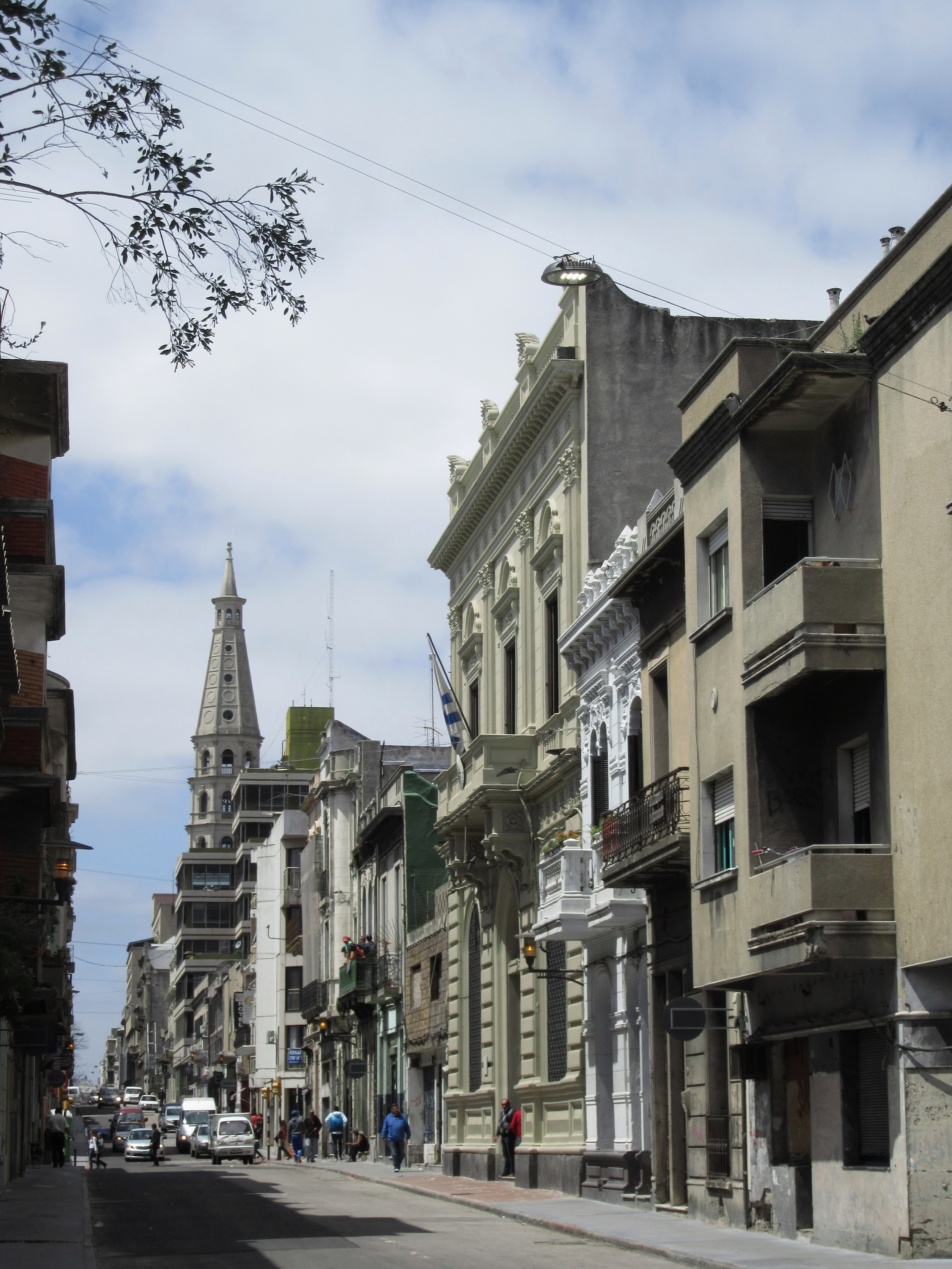
Ulice ve čtvrti Ciudad Vieja

Montevideo je hlavní město Uruguaye. Leží na východním pobřeží Atlantského oceánu při severovýchodním okraji Río de la Plata, společného nálevkovitého ústí řek Uruguay a Paraná, asi 220 km východně od argentinské metropole Buenos Aires. Ve městě žije zhruba 1,4 milionu lidí, tedy 40 % obyvatelstva Uruguaye. Město je nejvýznamnějším námořním i turistickým přístavem, administrativním, hospodářským a kulturním centrem země. Bývá označováno za nejbezpečnější město celé Latinské Ameriky. Ve městě je také Mezinárodní letiště Carrasco, což je nejdůležitější letiště Uruguaye.

## Název
Etymologie názvu pochází podle tradice ze zvolání námořníka z výpravy portugalského objevitele země, mořeplavce Fernanda Magalhãese "Viděl jsem pahorek!" („Monte vi eu“). Na nejstarších námořních mapách je označení podle zasvěcení „Monte de San Ovidio“ (Hora sv. Ovidia podle sicilského misionáře a mučedníka, umučeného roku 135 v Portugalsku) nebo popis "Šestá hora od východu na západ „Monte VI D(e) E(ste a) O(este)“. Jde o autentický 132 metrů vysoký pahorek Cerro z pohoří Guaraní, který je dosud pohledově dominantní pro turisty připlouvající lodí po moři.

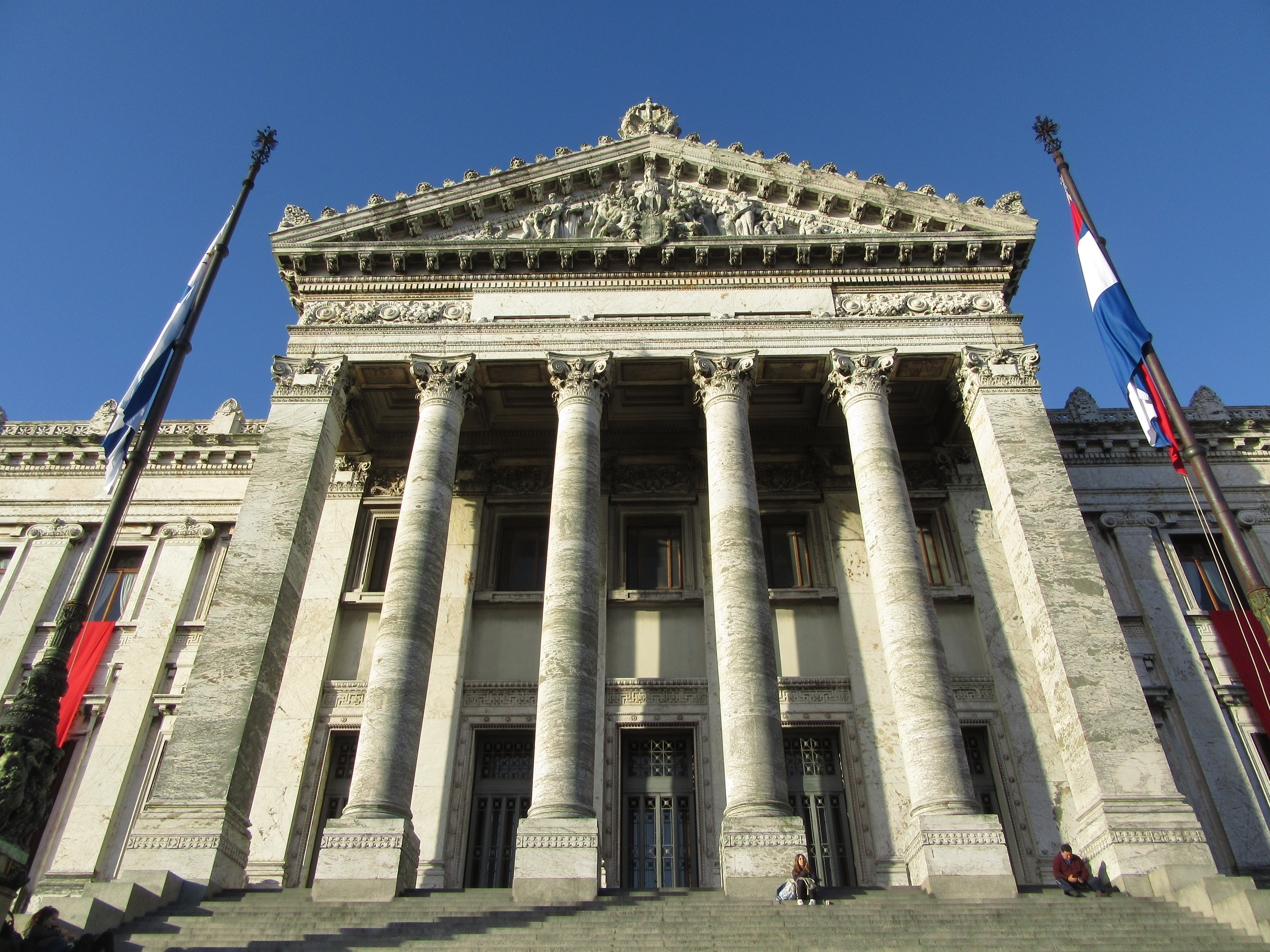
Legislativní palác

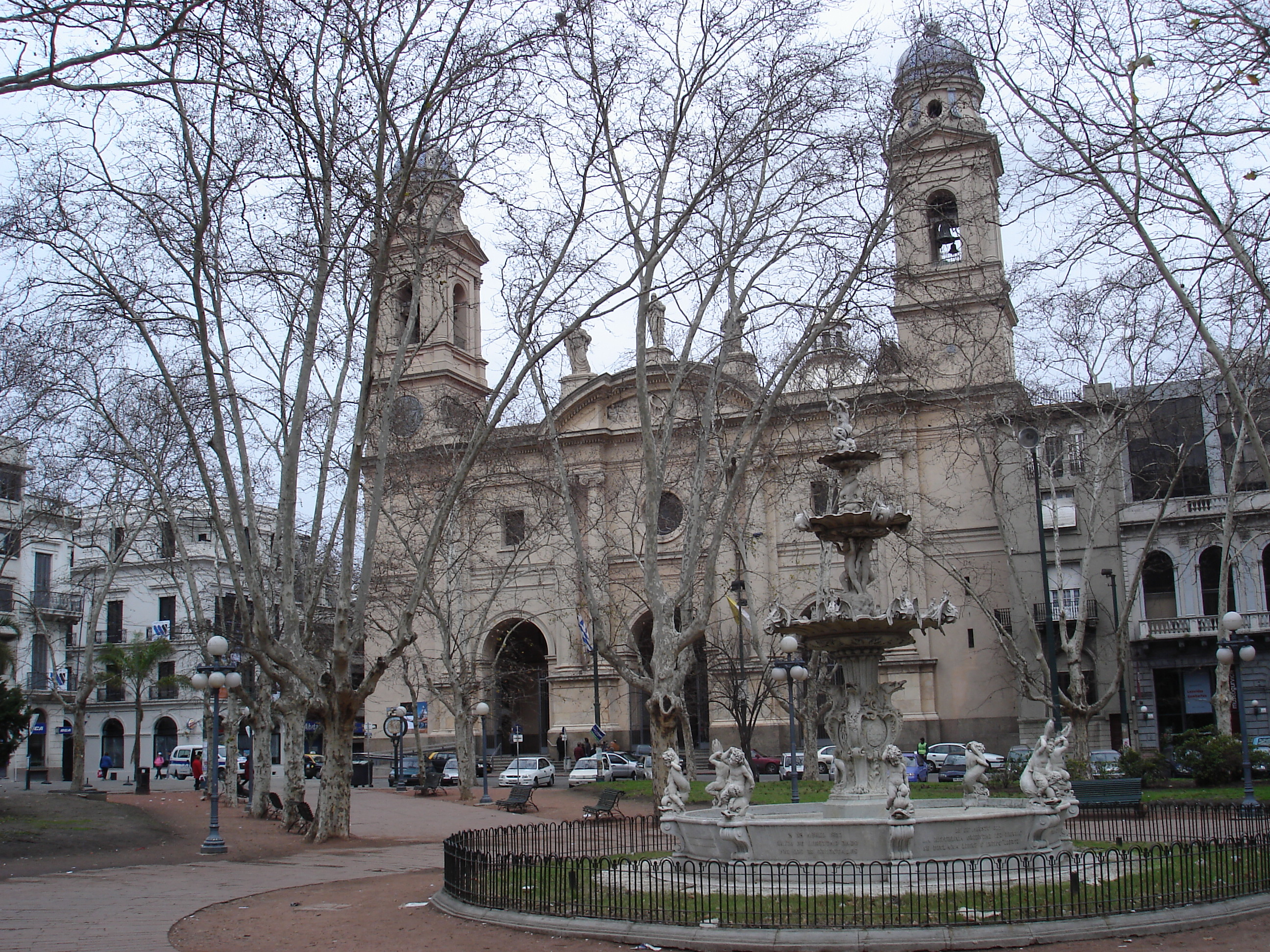
Metropolitní katedrála a kašna na Náměstí ústavy

## Historie
Osada zaujímala od počátku důležité strategické místo při ústí Rio de la Plata, k ochraně říčního i námořního obchodu a jako katolická misijní stanice jezuitů. Její osídlení kromě Indiánů kmene Charrua tvořili původem imigranti z Kanárských ostrovů, a především míšenci ras, souhrnně zvaní gaučové.
Opevněné město bylo založeno Španěly roku 1724, oficiálně je zakládací listinou stvrdil španělský voják Don Bruno Mauricio de Zabala, guvernér z Buenos Aires 24. prosince 1726. Bylo a je důležitým přístavem, kulturním a náboženským centrem. Jako hlavní biskupský chrám byla roku 1790 založena katedrála Panny Marie. Španělská koloniální vláda trvala do roku 1814. Po občanské válce mezi přistěhovalci ze Španělska, Anglie a Itálie roku 1814 zvítězila vojenská junta vedená generálem José Artigasem, který roku 1817 vyhlásil nezávislý svazek latinskoamerických států (tzv. ligu) a Montevideo jeho hlavním městem. Po neúspěchu byl nucen uprchnout a nezávislá Uruguay byla vyhlášena až roku 1828. Válečným konfliktem zvaným Velká válka (Guerra grande) trpělo město v letech 1843–1851. Od počátku 20. století se zde usídlilo mnoho dalších přistěhovalců ze Španělska a Itálie. V prosinci roku 1933 se zde konala mezinárodní konference, výsledkem jednání byla Montevidejská konvence o právech a povinnostech států, úmluva podepsaná 26. prosince 1933.
17. prosince 1939 zde byla zneškodněna německá válečná loď Admiral Graf Spee, která potopila devět lodí britských. Tři britské křižníky pod vedením komodora Henryho Harwooda rozpoutaly následně bitvu o ústí řeky Rio de la Plata.

## Klima
Montevideo má vlhké subtropické klima. Město má chladné zimy (červen až září), teplá a horká léta (prosinec až březen) a nestálá jara (říjen a listopad); jsou četné bouřky, ale žádné tropické cyklóny. Srážky jsou pravidelné a rovnoměrně rozložené po celý rok a dosahují přibližně 950 milimetrů. Roční průměrná teplota je 16,7 °C. Nejnižší zaznamenaná teplota byla -5,6 °C, zatímco nejvyšší byla 42,8 °C.

## Administrativní rozdělení
Město je rozděleno do 62 barrios (čtvrtí nebo městských částí). Nejdůležitější jsou Ciudad Vieja (Staré město), kde najdeme budovy koloniální éry a prvních desetiletí nezávislosti a čtvrť Centro, která bývala hlavním obchodním místem města, ale po otevření prvních nákupních center zde bylo mnoho malých obchodů zavřeno.
Od roku 2010 bylo město Montevideo z administrativních důvodů rozděleno do 8 politických obcí ( Municipios ), které byly označeny písmeny od A do G, včetně CH. Každou čtvrť vede starosta volený občany, registrovanými v příslušném volebním obvodu.

## Pamětihodnosti

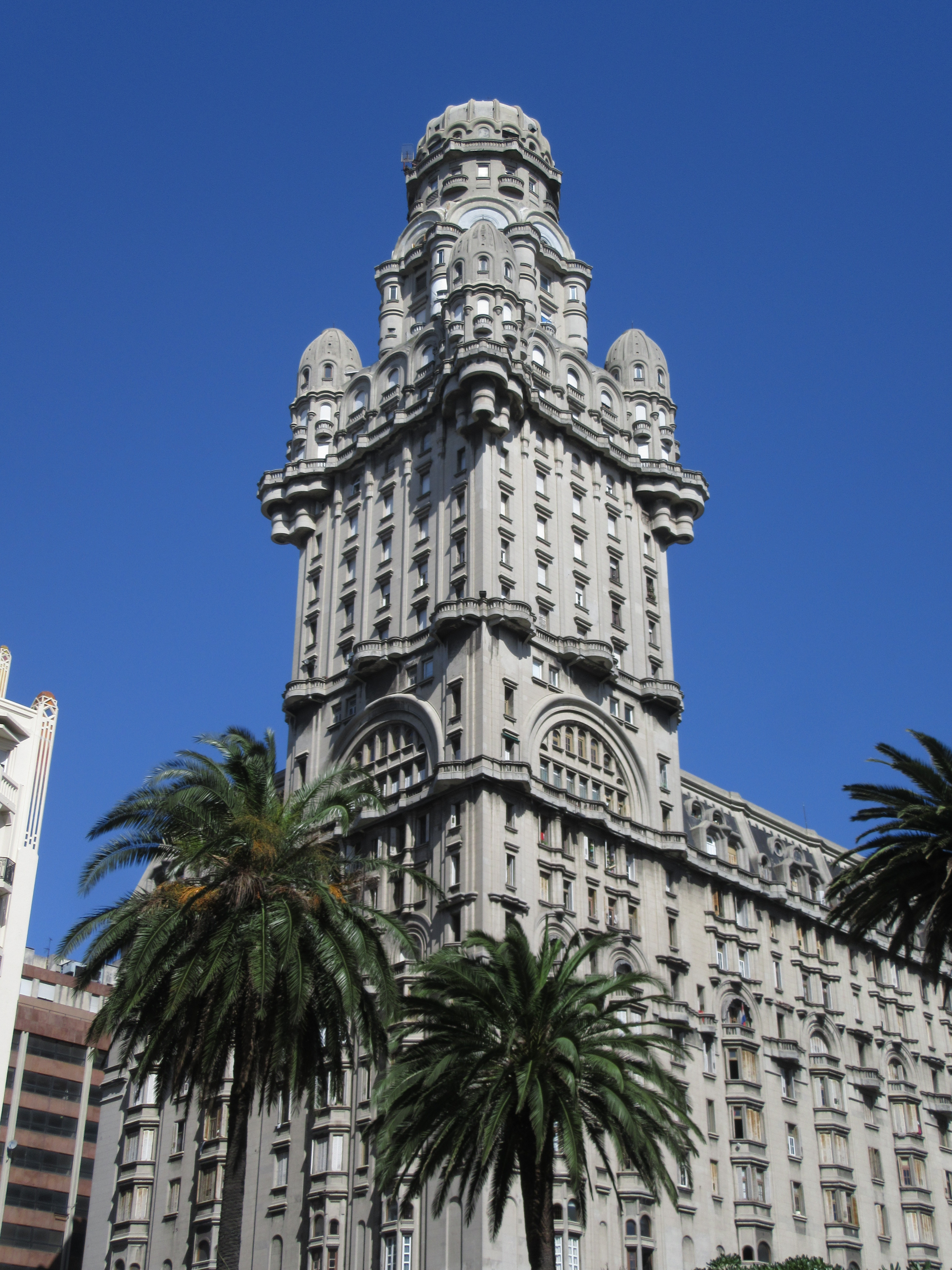
Palác Salvo – 100 m vysoká budova na Náměstí nezávislosti

Architektura Montevidea sahá od neoklasicistních budov, jako je Metropolitní katedrála, až po budovy v pozdně moderním stylu, jako je 158metrová telekomunikační věž ANTEL, nejvyšší mrakodrap v zemi. Tato věž spolu s Palacio Salvo dominuje panoramatu zálivu Montevideo. Fasády budov na Starém Městě odrážejí rozsáhlou evropskou imigraci do města a vykazují vliv staré evropské architektury. Mezi pozoruhodné vládní budovy patří Legislativní palác, radnice, Estévezův palác a Executive Tower.
Čtvrť Pocitos poblíž stejnojmenné pláže má mnoho domů postavených v letech 1920 až 1940 v evropském stylu italskými architekty.

#### Náměstí ústavy – Plaza Constitución
Během prvních desetiletí uruguayské nezávislosti bylo toto náměstí hlavním centrem městského života.
- katedrála Panny Marie – Iglesia Matriz neoklasicistní budova se dvěma věžemi v průčelí a kupolí v křížení hlavní lodi s transeptem, postavená roku 1790.
- kamenná trojpatrová kašna

#### Náměstí nezávislosti – Plaza Independencia
Je to nejdůležitější náměstí Montevidea. Nachází mezi Ciudad Vieja a centrem města.
- jezdecký pomník generála José Artigase (Mausoleo del General Artigas),
- palác Palacio Estévez z 18. století,
- palác Palacio Salvo, první mrakodrap z roku 1925, původně hotel, nyní úřední a rezidenční budova, 100 metrů vysoká, nejvyšší budova historického centra
- Nejstarší městské divadlo Teatro Solís (z let 1840–1856), interiéry jsou přístupné jako muzeum

#### Náměstí generála Zabaly – Plaza Zabala
Náměstí je ve Starém městě a je na něm jezdecká socha generála Zabaly, zakladatele města

#### Historické kavárny
- Café Brasilero (1877), ul. Ituzaingó, secesní interiér
- Café Roldos (1886), uvnitř městské tržnice v přístavu
- Café Bacacay ve stejnojmenné ulici, s barem El Vasquito

Městská tržnice – Mercado del puerto, litinová konstrukce členité haly se skleněnou střechou a cihelnými příčkami, postavena v 60. letech 19. století; na ose hlavní ulice z přístavu

#### Pevnost del Cerro
Z této pevnosti je pěkný výhled na záliv Montevideo. Nejdříve bylo na tomto místě postaveno Španěly pozorovací stanoviště. To bylo na konci 18. století. V roce 1802 nahradil pozorovací stanoviště maják. Stavba pevnosti začala v roce 1809 a byla dokončena v roce 1839. V roce 1907 byl starý maják vyměněn za elektrický. Pevnost je národní památkou a od roku 1916 zde sídlí vojenské muzeum. Je jednou z turistických atrakcí Montevidea.

#### Ostatní zajímavosti
Rambla je třída, která vede podél celého pobřeží Montevidea.
Je to důležité místo pro rekreaci a volný čas v Montevideu. Každý den tam chodí velké množství lidí na dlouhé procházky, běhání, kolo, kolečkové brusle, rybaření a ve vyhrazené oblasti i skateboard. Její délka 27 kilometrů z ní dělá jednu z nejdelších esplanád na světě.
Montevideo je známé svými plážemi, které jsou pro město důležité, protože 60 % populace tráví léto ve městě. Nejznámější pláže jsou Ramírez, Pocitos, Carrasco, Buceo a Malvín. Celková délka pláží je 13 km.
Největší ze šesti hlavních veřejných parků v Montevideu, založený v roce 1873, je Parque Prado o rozloze cca 1 km². Nachází se v severní části města.

## Muzea
- Museo de arte precolombiano et indigena (archeologické nálezy jižní Ameriky z předkolumbovského období, současné národopisné památky)
- Museo historico nacional de 25. Mayo – Historické muzeum národně osvobozeneckého boje 19. století

Museo Torrés García – soukromá sbírka, především obrazů, jak ikon, tak moderní malby Pablo Picassovy a Braqueovy
- Museo naval – Námořní muzeum
- Museo del Gaucho – muzeum obyvatelstva komunity gaučů
- Museo del Carnaval – muzeum karnevalu

## Festivaly
Montevideo je domovem řady festivalů a karnevalů. Hlavním festivalem je každoroční karneval, který je součástí národního festivalu Týden karnevalu. Začíná na masopustní pondělí a slaví se po celé Uruguayi. Hlavní aktivity jsou však v Montevideu. Během karnevalu se koná mnoho představení a soutěží pod širým nebem a ulice a domy jsou bohatě vyzdobeny.

## Sport

### Fotbal
V Montevideu se v roce 1930 odehrálo celé první mistrovství světa ve fotbale. Pro tento účel byl postaven národní stadion Estadio Centenario pojmenovaný podle 100. výročí první ústavy Uruguaye.
V Montevideu sídlí 2 nejslavnější uruguayské fotbalové kluby, Peñarol a Nacional. Každý z nich vyhrál 3× Interkontinentální pohár.

### Jachting
Patří k nejoblíbenějším sportům v Uruguayi a v Montevideu si lze najmout samostatnou jachtu na krátkou vyjížďku či na celou dovolenou, s kapitánem či bez.

### Koňské polo
Oblíbený sport, který zavedli počátkem 20. století britští přistěhovalci, má vlastní stadion a zdejší mužstva hrají uruguayskou ligu.

## Slavní rodáci
- José Gervasio Artigas (1764–1850), uruguayský generál a politik
- Comte de Lautréamont (1846–1870), francouzský básník, předchůdce a vzor dadaistů a surrealistů
- José Mujica (* 1935), uruguayský politik, prezident Uruguaye v letech 2010–2015
- Tabaré Vázquez (1940–2020), uruguayský politik, prezident Uruguaye v letech 2005–2010 a 2015–2020
- Eduardo Galeano (1940–2015), uruguayský novinář a spisovatel
- Luis Alberto Lacalle Pou (* 1973), uruguayský politik, právník, od roku 2020 úřadující prezident Uruguaye
- Natalia Oreiro (* 1977), uruguayská herečka a zpěvačka
- Diego Forlán (* 1979), bývalý uruguayský fotbalový útočník
- Luisel Ramos (1984–2006), uruguayská modelka
- Martín Cáceres (* 1987), uruguayský profesionální fotbalista
- Eliana Ramos (1988–2007), uruguayská modelka
- Federico Valverde ( * 1998), uruguayský profesionální fotbalista

## Partnerská města
- Barcelona, Španělsko
- Berlín, Německo
- Bogotá, Kolumbie
- Buenos Aires, Argentina
- Cádiz, Španělsko
- Córdoba, Argentina
- Curitiba, Brazílie
- Porto Alegre, Brazílie
- La Plata, Argentina
- Madrid, Španělsko
- Melilla, Španělsko
- Montevideo, Spojené státy americké
- Čching-tao, Čína
- Québec, Kanada
- Rosario, Argentina
- Petrohrad, Rusko
- Tchien-ťin, Čína
- Wellington, Nový Zéland